# Neouvigerina
Neouvigerina es un género de foraminífero bentónico de la subfamilia Uvigerininae, de la familia Uvigerinidae, de la superfamilia Buliminoidea, del suborden Buliminina y del orden Buliminida. Su especie tipo es Uvigerina asperula var. amopullacea. Su rango cronoestratigráfico abarca desde el Chattiense (Oligoceno superior) hasta la Actualidad.

## Discusión
Clasificaciones previas incluían Neouvigerina en el suborden Rotaliina del orden Rotaliida. Clasificaciones más modernas consideran Neouvigerina un sinónimo posterior de Siphouvigerina.

## Clasificación
Neouvigerina incluye a las siguientes especies:
- Neouvigerina aotea
- Neouvigerina bellula
- Neouvigerina canariensis
- Neouvigerina eketahuna
- Neouvigerina moorei
- Neouvigerina plebeja
  - Neouvigerina plebeja waiapuensis
- Neouvigerina setosa
- Neouvigerina toddi

Otras especies consideradas en Neouvigerina son:
- Neouvigerina ampullacea, aceptado como Siphouvigerina ampullacea
- Neouvigerina auberiana, aceptado como Uvigerina auberiana
- Neouvigerina hispida, aceptado como Siphouvigerina hispida
- Neouvigerina interrupta, aceptado como Siphouvigerina interrupta
- Neouvigerina porrecta, aceptado como Siphouvigerina porrecta
- Neouvigerina proboscidea, aceptado como Siphouvigerina proboscidea
- Neouvigerina takayanagii, aceptado como Siphouvigerina takayanagii
- Neouvigerina vadescens, considerado sinónimo posterior de Siphouvigerina proboscidea